# Бакстер-Естейтс (Нью-Йорк)
Бакстер-Естейтс (англ. Baxter Estates) — селище (англ. village) в США, в окрузі Нассау штату Нью-Йорк. Населення — 991 особа (2020).

## Географія
Бакстер-Естейтс розташований за координатами 40°50′2″ пн. ш. 73°41′41″ зх. д. / 40.83389° пн. ш. 73.69472° зх. д. (40.833771, -73.694759).  За даними Бюро перепису населення США в 2010 році селище мало площу 0,47 км², уся площа — суходіл.

## Демографія
Згідно з переписом 2010 року, у селищі мешкало 999 осіб у 382 домогосподарствах у складі 269 родин. Густота населення становила 2114 осіб/км².  Було 411 помешкання (870/км²).
Расовий склад населення:
| - 81,1 % — білих - 6,0 % — азіатів - 1,3 % — чорних або афроамериканців - 0,5 % — корінних американців - 3,5 % — осіб інших рас |

До двох чи більше рас належало 7,6 %. Частка іспаномовних становила 16,8 % від усіх жителів.
За віковим діапазоном населення розподілялося таким чином: 22,2 % — особи молодші 18 років, 61,3 % — особи у віці 18—64 років, 16,5 % — особи у віці 65 років та старші. Медіана віку мешканця становила 42,8 року. На 100 осіб жіночої статі у селищі припадало 105,6 чоловіків;  на 100 жінок у віці від 18 років та старших — 102,9 чоловіків також старших 18 років.
Середній дохід на одне домашнє господарство  становив 191 498 доларів США (медіана — 114 107), а середній дохід на одну сім'ю — 257 041 долар (медіана — 196 750). Медіана доходів становила 126 250 доларів для чоловіків та 90 179 доларів для жінок. За межею бідності перебувало 2,9 % осіб, у тому числі 0,0 % дітей у віці до 18 років та 8,8 % осіб у віці 65 років та старших.
Цивільне працевлаштоване населення становило 465 осіб. Основні галузі зайнятості: науковці, спеціалісти, менеджери — 24,7 %, освіта, охорона здоров'я та соціальна допомога — 22,4 %, фінанси, страхування та нерухомість — 13,3 %, інформація — 9,2 %.